# Howard Alden

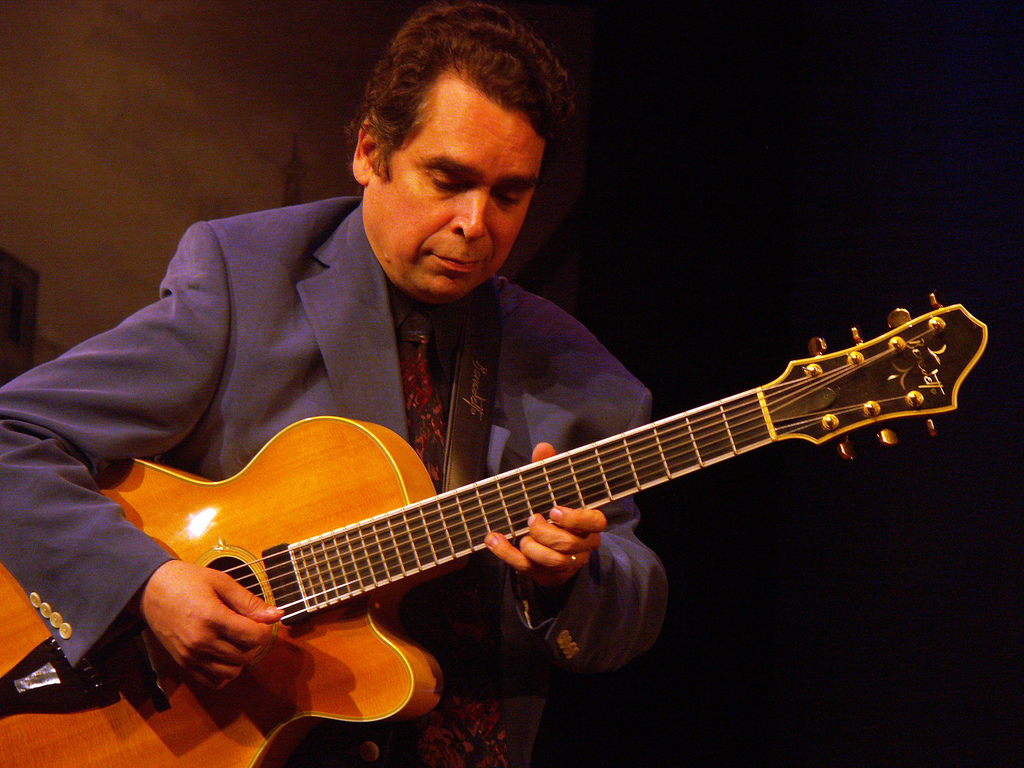
Howard Alden, september 2007

Howard Alden (Newport Beach, 17 oktober 1958) is een jazz-gitarist en banjo-speler, die swing speelt.

## Biografie
Toen hij negen was begon Alden een viersnarige gitaar te spelen en kort daarop ook de tenorbanjo. Na het horen van jazzplaten van gitaristen als Charlie Christian en Django Reinhardt kocht hij een zessnarige gitaar en ging daarmee als autodidact aan de slag. Toen hij zestien was had hij les van Jimmy Wyble, een paar jaar later studeerde hij aan Guitar Institute of Technology in Hollywood, bij Howard Roberts. Als tiener trad hij met banjo en gitaar op in Los Angeles en Disneyland. Hij raakte bevriend met trombonist Dan Barrett, met wie hij in de jaren erna regelmatig heeft samengewerkt. Ook speelde hij enkele jaren met Red Norvo. 
In 1982 trok Alden met Barrett naar New York, waar hij speelde met allerlei grote jazznamen, zoals Dizzy Gillespie, Woody Herman, Bud Freeman, Benny Carter, Clark Terry, Joe Williams, Joe Bushkin, Ruby Braff en Flip Philips. Ook verschenen in die jaren zijn eerste platen, die onder meer verschenen op Concord Records. In de jaren negentig nam hij enkele albums op met George Van Eps. Dankzij Van Eps speelt Alden sinds 1992 zevensnarige gitaar. In 1999 componeerde hij muziek voor de film Sweet and Lowdown van regisseur Woody Allen, een film over een jazzgitarist in de jaren dertig, gespeeld door Sean Penn. De gitaarsolo's van de gitarist werden gespeeld door Alden, die Penn ook aanwijzingen gaf over hoe gitaar te spelen.

## Discografie (selectie)
- No Amps Allowed (met Jack Lesberg), Chiaroscuro Records, 1985
- Swing Street (met Dan Barrett), Concord, 1986 ('albumpick' Allmusic)
- Swinging into Prominence, Famous Door, 1988
- Howard Alden Plays the Music of Harry Reser (banjo-plaat), Stomp Off, 1988
- The Howard Alden Trio (met Ken Peplowski en Warren Vache, Concord, 1989
- The A.B.Q. Salutes Buck Clayton (met Dan Barrett), Concord, 1989
- Snowy Morning Blues (met Monty Alexander), Concord, 1990
- Thirteen Strings (met George Van Eps), Concord, 1991
- Misterioso, Concord, 1991
- Hand-Crafted Swing (met George Van Eps), Concord, 1991 ('albumpick' Allmusic)
- Good Likeness, 1992 (trio met Michael Moore en Alan Dawson), Concord, 1992
- Seven & Seven (met George Van Eps), Concord, 1993
- Keepin' Time, Concord, 1994
- Encore! Live at Centre Concord (met Ken Peplowski), Concord, 1994
- Your Story: The Music of Bill Evans, Concord, 1994
- Concord Jazz Guitar Collective (met Frank Vignola en Jimmy Bruno), Concord, 1995
- Take Your Pick, Concord Jazz, 1996
- Full Circle ('duoplaat' met een groep met o.m. Joe Pass en Herb Ellis), Concord, 1998
- My Shining Hour, Concord, 2002
- In a Mellow Tone (met Bucky Pizzarelli), Concord, 2003
- Live in '95, Arbors Records, 2004
- Everything I Love (met Dave Cliff), Zephyr Records, 2005
- Howard Alden's UK4 Live @ Lewes (met o.m. Simon Woolf), Woolf Notes, 2006
- Pow-Wow (met Ken Peplowski), Arbors Records, 2008
- I Remember Django, Arbors, 2010
- A Splendid Trio, Arbors, 2011